# Babel (película)
Babel es una película de 2006 dirigida por el cineasta mexicano Alejandro González Iñárritu, con un guion original del escritor Guillermo Arriaga y protagonizada por Brad Pitt, Cate Blanchett, Gael García Bernal, Adriana Barraza, Rinko Kikuchi y Kōji Yakusho. La película se estrenó en Cannes el 23 de mayo de 2006 y completa la «Trilogía de la muerte» de González Iñárritu, iniciada con Amores perros y continuada con 21 gramos.
Babel ganó el Globo de oro a la mejor película dramática en el año 2007 y fue candidata a siete premios Óscar, entre ellos mejor película y mejor director. Finalmente consiguió el premio en la categoría de mejor banda sonora otorgado al compositor y músico argentino Gustavo Santaolalla.

## Argumento
La historia de Babel comienza con dos jóvenes marroquíes que prueban un rifle de su padre, apuntando hacia un autobús de turistas e hiriendo gravemente a una turista estadounidense, con esto causan una serie de sucesos en tres grupos de personas que se encuentran en tres partes del mundo: una joven sorda que vive en Tokio, un matrimonio de turistas de EE. UU. que están de vacaciones en Marruecos y una niñera mexicana que vive en San Diego, California. La historia se centra en tres conjuntos interrelacionados de situaciones y personajes, y muchos acontecimientos se revelan fuera de secuencia. El siguiente resumen de la trama se ha simplificado por lo que no se corresponde con la secuencia exacta de los acontecimientos en la pantalla. Con excepción de la niñera mexicana con los turistas estadounidenses, ninguno de los grupos de personajes se conocen a pesar de la aparente conexión que se crea entre ellos y siempre vivirán sus sucesos bajo su propio entorno.

### Marruecos
Abdullah, un pastor de cabras, le compra un arma a su vecino Hassan para disparar a los chacales que han estado atacando a las cabras. Le da el rifle a sus dos hijos varones, Yussef y Ahmed, a quienes envía a cuidar el rebaño. Yussef, el hijo menor, espía a su hermana a través de un agujero en la pared de su casa mientras ella está desvistiéndose. El hermano mayor, Ahmed, lo reprende bajo la advertencia de que deje de espiar a su hermana. Los dos hermanos siguen con su camino y ponen a prueba la eficacia del rifle tratando de alcanzar unas piedras. Ahmed no tiene buena puntería, mientras que Yussef lo intenta y su tiro pega a una roca. De todas maneras no están convencidos de que el rifle pueda disparar hasta a 3 kilómetros, por lo que buscan objetivos más lejanos, como un vehículo que iba sobre la carretera. Ven un autobús a lo lejos y Yussef intenta dispararle, aunque al principio ellos creen que no logró atinar su tiro. A los pocos segundos, Ahmed observa como el autobús se detiene y huyen hacia su casa después de esconder el rifle para evitar un castigo. Dentro del autobús, Susan fue herida gravemente por el tiro y comienza un intenso sangrado, que su esposo Richard trata de detener desesperadamente. Le comentan que el hospital más cercano está a 4 horas de camino, y Richard intenta, sin éxito, detener a un vehículo que pasaba por el lugar para pedirle ayuda. Richard y Susan estaban en un viaje para renovar sus votos de pareja, después de una crisis por la muerte de su hijo menor mientras dormía.
Richard logra que el autobús con todos los turistas se dirija hacia un pueblo cercano, en que bajan a Susan y recibe atención de un médico local. El incidente fue noticia global, incluso el gobierno estadounidense lo ha considerado un acto terrorista, presionando al gobierno marroquí para detener a los culpables. Al no haber ambulancias disponibles, Richard logra comunicarse a la embajada para solicitar ayuda a la hermana de Susan pidiéndole que hable a la embajada estadounidense en Marruecos para que vayan a rescatarlos. Sin embargo, el médico era un veterinario, quien realiza una curación para evitar que Susan se desangrara. El resto de los turistas estaban desesperados por estar en un lugar con riesgo de secuestro o asesinato, como uno de ellos le hace ver a Richard, y después de varias discusiones, el autobús finalmente siguió su camino, dejando a la pareja de turistas y al guía en el lugar. Más adelante, Abdullah, quien se enteró del tiroteo, pregunta a sus hijos dónde está el rifle y les saca la verdad a golpes. Los tres intentan huir, pero son descubiertos por polícias marroquíes. Tras herir a Ahmed en la pierna, Yussef responde al fuego, alcanzando a un policía en el hombro; ellos continúan disparando, alcanzando a Ahmed en la espalda, hiriéndolo gravemente. Yussef se rinde y admite su responsabilidad por disparar a Susan. Otro policía llega al lugar donde Susan está resguardada, y comenta a Richard y al guia que no hay ambulancias disponibles, pero que se enviaría un helicóptero. Richard intentó nuevamente llamar a la embajada, a lo que finalmente llegó un helicóptero que recogió a Susan y la estabilizó. Días después, salió del hospital de Casablanca y la pareja pudo regresar a casa.

### Japón
Al momento de que los hermanos marroquíes atacan con el rifle el autobús donde viajaban los estadounidenses, se abre una línea de investigación en Marruecos; donde se rastrea el arma que tenía registro en Tokio, y de ahí la historia da un giro cultural, ya que a diferencia de Marruecos, en Japón recrean a la perfección la vida cotidiana de sus habitantes en la actualidad, los exorbitantes avances tecnológicos que han alcanzado y a su vez el tétrico pero tan marcado retroceso que se ha sufrido en la felicidad de los japoneses. La subtrama es protagonizada por Chieko Wataya, una chica sorda que es la hija de Yasujiro Wataya, un cazador japonés. Chieko lleva a cabo escenas con alto contenido depresivo, dramático y reflexivo, pues busca satisfacer su necesidad de amor de manera sexual tras el suicidio de su madre, además de tratar de demostrar su valía atrevidamente ante un mundo el cual la ve como fenómeno. Mientras sale con amigos, encuentra atractivo a un adolescente y, después de un intento fallido de socializar, se exhibe ante él debajo de una mesa. En una cita con el dentista, intenta besarlo, pero este la despide.
Chieko se encuentra con dos detectives de policía que la interrogan sobre su padre. Invita a uno de los detectives, Kenji Mamiya, a regresar a su apartamento. Asumiendo incorrectamente que los detectives están investigando la participación de su padre en el suicidio de su madre, le explica a Mamiya que Yasujiro estaba dormido cuando su esposa saltó del balcón y que la propia Chieko lo presenció. Los detectives están investigando un viaje de caza que Yasujiro realizó en Marruecos; poco después de enterarse, Chieko se acerca a Mamiya desnuda e intenta seducirlo. Él se resiste, pero la consuela mientras empieza a llorar. Al salir del apartamento, Mamiya se cruza con Yasujiro y le pregunta por el rifle. Yasujiro explica que no hubo tráfico de influencias; le regaló el rifle a Hassan, su guía de caza Luego de que Mamiya ofreciera sus condolencias por el suicidio de su esposa mencionando que se había lanzado desde el balcón del edificio, un molesto Yasujiro le aclara que el suicidio fue a causa de un tiro en la cabeza. Posteriormente, se muestra a Mamiya en un restaurante viendo la noticia de la recuperación de Susan mientras Yasujiro ve a su hija triste en el balcón, a quien consuela con un abrazo.

### Estados Unidos/México
La historia gira en torno a Amelia Hernández, una niñera mexicana que vive en San Diego y recibe a su sobrino Santiago que llega para llevarla a la boda de su hijo, que es en una comunidad rural de Tijuana. Previamente, ella se había enterado de la lesión de Susan a causa del rifle, que la dejaba preocupada de perderse la boda de su hijo. Amelia hace todo lo posible por dejar bajo cuidado de otra persona a Debbie y Mike, los hijos de sus jefes (la pareja que está atrapada en Marruecos); sin embargo, al no tener ninguna opción decide llevárselos a la boda. Santiago le dice que no lleve a los niños, pero ella insiste afirmando que regresarán ese mismo día sin ningún problema. Amelia y Santiago llevan a los niños a conocer Tijuana, quienes terminan asombrados de ver la cruda realidad de las ciudades fronterizas mexicanas.
Luego de estar todo el día en la boda de su hijo, Amelia quiere regresar a Debbie y Mike sanos a casa. Pero al querer cruzar la frontera se ven envueltos en una serie de problemas con migraciones, debido a que Amelia no tiene permiso firmado de los padres que la autorice a sacar a los niños del país y Santiago está en un alto grado de ebriedad por haber bebido mucho en la boda. En medio de todo, Santiago cruza la frontera ilegalmente con el vehículo y se crea una persecución abandonando a su tía y a los niños en medio del desierto. Amelia deja a los niños en el desierto para buscar ayuda, donde encuentra una patrulla que la detiene. Debbie y Mike son rescatados de milagro, pero Amelia fue arrestada y durante su detención, le informan que Richard está furioso por lo sucedido, aunque ha decidido no presentar cargos, por lo que se decide que Amelia ha quebrantado la ley. Ella es deportada de donde vive por el delito de haber estado trabajando de forma ilegal al cuidar a los dos estadounidenses y posteriormente es recibida por su hijo.

## Reparto
Secuencia en Marruecos
- Brad Pitt como Richard Jones.
- Cate Blanchett como Susan Jones.
- Mohamed Akhzam como Anwar.
- Peter Wight como Tom.
- Harriet Walter como Lilly.
- Michael Maloney como James.
- Driss Roukhe como Alarid.
- Boubker Ait El Caíd como Yussef.
- Said Tarchani como Ahmed.
- Mustapha Rachidi como Abdullah.
- Abdelkader Bara como Hassan.
- Wahiba Sahmi como Zohra.
- Robert Fyfe como el turista n.° 14.

Secuencia en Estados Unidos y México
- Adriana Barraza como Amelia Hernández.
- Gael García Bernal como Santiago.
- Elle Fanning como Debbie Jones.
- Nathan Gamble como Mike Jones.
- Clifton Collins, Jr. como el policía fronterizo #1.
- Michael Peña como el oficial John, policía fronterizo #2.

Secuencia en Japón
- Rinko Kikuchi como Chieko Wataya.
- Kōji Yakusho como Yasujiro Wataya.
- Satoshi Nikaido como el Detective Kenji Mamiya.
- Yuko Murata como Mitsu.
- Shigemitsu Ogi como el dentista de Chieko.
- Ayaka Komatsu como modelo en publicidad de televisión (sin acreditar).

## Producción

### Guion
En una de las versiones previas del guion de la película escrito por Guillermo Arriaga, originalmente la historia de la japonesa sordomuda tendría que haber sido una española que se había quedado ciega.
En un principio los "únicos" problemas del matrimonio protagonista eran las infidelidades, pero se cambió sobre la marcha por la muerte de un hijo para que Pitt pudiera comprender mejor su personaje.
Cada uno de los decorados que se pueden visualizar, ha jugado un papel en la vida de Alejandro González Iñárritu. Hizo un viaje a Marruecos a los 17 años que cambió su vida. Los viajes que había realizado previamente a Japón también le convencieron de que algún día debía regresar con una cámara y, finalmente, su propio traslado de la Ciudad de México a Estados Unidos también influyó en la historia.
Cuando se le preguntó por la idea de la película, atribuida en los créditos a Arriaga y a González Inárritu, Arriaga declaró: "Iñárritu tiene ese crédito porque yo tenía esta historia situada en dos países (EE.UU. y México) y él me pidió tenerla en cuatro y ese es el porqué del crédito de "una idea de"". Al preguntársele si la elección de Marruecos y Japón fue idea de Iñárritu, Arriaga declaró: "No, me dijo que los pusiese donde quisiera".

### Casting
Cuando la joven Rinko Kikuchi de 24 años, se presentó para el papel de Chieko, Iñárritu se quedó asombrado por su talento, pero le retuvo el hecho de que la actriz no fuera sorda. Siguió haciendo pruebas a cientos de actrices durante los siguientes nueve meses, pero siguió pensando en Kikuchi y decidió darle el papel. Más tarde, el director expresó "Nadie se había acercado al espíritu, a la tristeza y al aislamiento que ella había sabido transmitir".El partido de voleibol en Tokio tiene como mayoría de público a sordomudos, como el personaje protagonista.
Brad Pitt rechazó participar en The Departed dirigido por Martin Scorsese para poder rodar junto a uno de sus directores preferidos, González Iñárritu.
Los extras que hacían de inmigrantes ilegales en el rodaje en México eran de hecho inmigrantes ilegales que fueron contratados para aparecer en la película.
Diecisiete días antes de comenzar a rodar en Marruecos, los únicos actores seguros eran Brad Pitt y Cate Blanchett. Desde los alminares de las mezquitas de pequeños pueblos en el Sahara, se anunció que tendrían lugar cástines, y cientos de personas hicieron cola para participar. Además, muchas de las personas que aparecen en la película no son actores profesionales.

### Rodaje
El rodaje de la película duró 101 días. Los lugares de rodaje incluyeron a Ibaraki y Tokio en Japón, en México tuvo lugar en Sonora y Tijuana, en Marruecos el rodaje se realizó en Uarzazat y Taguenzalt, para las secuencias filmadas en Estados Unidos se llevaron a cabo en el estado de California (San Diego y San Ysidro) y Drumheller en la provincia canadiense de Alberta.
La actriz Adriana Barraza, que interpreta el papel de Amelia, fue sobreviviente en dos ocasiones de ataques cardíacos menores. Sin embargo, llevó a la actriz Elle Fanning por el cálido desierto del sur de California durante el verano durante cinco días para el rodaje de las escenas desérticas particulares.
El director, González Iñárritu, tuvo fama de ser conocido principalmente por tener detenimiento y cuidado en los más pequeños detalles de la película. Mientras el equipo rodaba en la ciudad de Tokio, se presentaron varias complicaciones, ya que estuvieron a punto de apresar al equipo cuando pararon más de un minuto el tráfico sin permiso para rodar una secuencia.

### Música
La partitura original y las canciones de la película fueron compuestas y producidas por el argentino Gustavo Santaolalla. La escena final de la película presenta "Bibo no Aozora" del premiado compositor Ryuichi Sakamoto. La partitura musical ganó el Premio Oscar y en los Premios BAFTAa la mejor banda sonora y obtuvo una nominación en la entrega de los Globos de oro.

## Lanzamiento

### Recepción de la crítica
Babel recibió en general críticas positivas. En Rotten Tomatoes cuenta con una cuota de aprobación del 69% basado en 195 reseñas, con un índice de audiencia promedio de 6.7 sobre 10. El consenso del sitio afirma: "En Babel no hay villanos, sólo víctimas del destino y de las circunstancias. El director Alejandro González Iñárritu entreteje cuatro de sus lamentables historias en esta película madura y multidimensional". En Metacritic cuenta con un puntaje promedio de 69 sobre 100, basado en 38 críticas, indicando "reseñas generalmente favorables".

### Taquilla
Estrenada en siete salas el 27 de octubre de 2006, y luego estrenada en todo el país en 1.251 salas el 10 de noviembre de 2006, Babel recaudó $ 34.3 millones en Norteamérica y $ 101 millones en el resto del mundo, para un total de taquilla mundial de $ 135.3 millones, en contra Un presupuesto de $ 25 millones. Babel es la película más taquillera de la trilogía de la muerte de González Iñárritu (incluyendo Amores Perros y 21 gramos [6] ), tanto en Norteamérica como en todo el mundo.

## Premios y candidaturas
79.ª edición de los Premios Óscar
| Categoría                          | Persona                                           | Resultado |
| ---------------------------------- | ------------------------------------------------- | --------- |
| Óscar a la mejor película          | Alejandro González Iñarritu Jon Kilik Steve Golin | Nominada  |
| Óscar a la mejor dirección         | Alejandro González Iñarritu                       | Nominado  |
| Óscar a la mejor actriz de reparto | Adriana Barraza                                   | Nominada  |
| Óscar a la mejor actriz de reparto | Rinko Kikuchi                                     | Nominada  |
| Óscar a la mejor banda sonora      | Gustavo Santaolalla                               | Ganador   |
| Óscar al mejor guion original      | Guillermo Arriaga                                 | Nominado  |
| Óscar al mejor montaje             | Stephen Mirrione Douglas Crise                    | Nominados |

Globos de Oro de 2006
| Categoría                                 | Persona                                  | Resultado |
| ----------------------------------------- | ---------------------------------------- | --------- |
| Globo de Oro a la mejor película - Drama  | Globo de Oro a la mejor película - Drama | Ganadora  |
| Globo de Oro al mejor director            | Alejandro González Iñárritu              | Nominado  |
| Globo de Oro a la mejor actriz de reparto | Adriana Barraza                          | Nominada  |
| Globo de Oro a la mejor actriz de reparto | Rinko Kikuchi                            | Nominada  |
| Globo de Oro al mejor actor de reparto    | Brad Pitt                                | Nominado  |
| Globo de Oro al mejor guion               | Guillermo Arriaga                        | Nominado  |
| Mejor banda sonora                        | Gustavo Santaolalla                      | Nominado  |

Premios BAFTA de 2006
| Categoría                     | Persona                                               | Resultado |
| ----------------------------- | ----------------------------------------------------- | --------- |
| BAFTA a la mejor película     | BAFTA a la mejor película                             | Nominada  |
| BAFTA al mejor director       | Alejandro González Iñárritu                           | Nominado  |
| BAFTA al mejor guion original | Guillermo Arriaga                                     | Nominado  |
| BAFTA a la mejor fotografía   | Rodrigo Prieto                                        | Nominado  |
| BAFTA a la mejor música       | Gustavo Santaolalla                                   | Ganador   |
| BAFTA al mejor montaje        | Stephen Mirrione Douglas Crise                        | Nominados |
| BAFTA al mejor sonido         | José García Jon Taylor Chris Minkler Martín Hernández | Nominados |

51.ª edición de los Premios Sant Jordi
| Categoría                                         | Persona                                           | Resultado |
| ------------------------------------------------- | ------------------------------------------------- | --------- |
| Rosa de Sant Jordi a la mejor película extranjera | Rosa de Sant Jordi a la mejor película extranjera | Ganadora  |

Premios César de 2007
| Categoría                 | Resultado |
| ------------------------- | --------- |
| Mejor película extranjera | Nominada  |

Festival Internacional de Cine de Cannes de 2006
| Categoría                   | Persona                     | Resultado |
| --------------------------- | --------------------------- | --------- |
| Mejor dirección             | Alejandro González Iñárritu | Ganador   |
| Premio Vulcain (montaje)    | Stephen Mirrione            | Ganador   |
| Premio del Jurado Ecuménico | Premio del Jurado Ecuménico | Ganadora  |